# Chloroclystis mira
Chloroclystis mira är en fjärilsart som beskrevs av West 1929. Chloroclystis mira ingår i släktet Chloroclystis och familjen mätare. Inga underarter finns listade i Catalogue of Life.